# Sue Jones-Davies
Sue Jones-Davies (* 1. ledna 1949) je velšská herečka. Narodila se ve Walesu a studovala na Bristolské univerzitě. Zde se seznámila se svým budoucím manželem, anglickým hercem Chrisem Langhamem, s nímž měla tři syny. V roce 1979 hrála postavu Judith Iscariot ve filmu Monty Python: Život Briana. V sedmdesátých letech zpívala ve skupině The Bowles Brothers Band, později byla členkou velšskojazyčné kapely Cusan Tan. Vedle filmů v angličtině hrála v různých velšskojazyčných snímcích. Od června 2008 do května následujícího roku byla starostkou Aberystwythu.